# فرويد (مسلسل)
فرويد: (بالألمانية: Freud)‏ هو مسلسل تلفزيوني إجرامي، مشترك نمساوي ألماني يعيد تخيل حياة شاب سيجموند فرويد. تم إنتاج 8 حلقات، مع بث السلسلة الأولى في 23 مارس 2020 على نتفليكس.

## الفرضية
يصور فرويد شابًا سيغموند فرويد (روبرت فينستر) يحل ألغازًا مختلفة في عام 1886 في فيينا، بمساعدة المتوسطة فلور سالومي (Ella Rumpf) والشرطي ألفريد كيس (جورج فريدريش).

## الحلقات
عرض الموسم الأول من فرويد لأول مرة على نتفليكس في 23 مارس 2020. والجزء الأول مكون من ثمان حلقات
مسلسل فرويد بحلقاته الثمانية
الحلقة الأولى
•	بدأ بتقنية التنويم المغناطيسي - البندول والإيحاء لسيدة عجوز فقدت ابنتها منذ 30 عاما وهي بعمر 7 سنوات تحت عجلات عربة خيول
•	فرويد كان يعلم ان التنويم المغناطيسي لن يحظى بقبول الوسط العلمي آنذاك
•	كان يتعاطى الكوكائين منذ بداياته
•	استخدم العالم بروير التنويم المغناطيسي قبل فرويد من خلال اللمس
•	تتلمذ فرويد على يد مينرت وشاركوه الفرنسي خاصة في علاج حالات الهستيريا
•	قوبلت اراء فرويد بالرفض من الوسط العلمي خاصة موضوع اللاوعي
•	يقول فرويد (اللاوعي غير مرئي ولكنه يؤثر في حياتنا ويحتوي على رغباتنا والاشياء الممنوعة وذكريات سلبية نحب اخفاءها
•	استخدم التنويم المغناطيسي في علاج حالات فردية مثل حالة سالومي واراد تعميم ذلك وهو ما لا يجوز علميا
الحلقة الثانية – الصدمة
•	معارضوا فرويد قالوا ان الهستيريا والكذب وجهان لعملة واحدة معلنين ان ما يسميه فرويد هستيريا ما هو الا افتراء وتمثيل وكذب من المريض
•	البعض وصف فرويد بانه يهودي دجال
•	شيئا فشيئا بدا العلاج بالتنويم ياخذ مكانه وسار بخطى بطيئة وفردية
الحلقة الثالثة – السير اثناء النوم
•	احداث درامية كثيرة – تنويم وتخيلات واعادة تمثيل اثناء التنويم
•	أحداث تصور التأثير على العقل الإنساني بمنتهى السهولة وكان فيه تسطيح للامور العلمية ذات الصلة
الحلقة الرابعة – الطوطم والحرام
•	في كل الاحداث الصعبة والمحزنة التي كان يواجهها فرويد كان يلجا لتعاطي الكوكائين
•	مشاهد دموية وعنفية واسقاطات جنسية لا تليق بالوسط العلمي والسيكولوجي النبيل
الحلقة الخامسة – الرغبة
•	المسلسل إلى الآن لم ينجح في ايصال أو تسويق افكار فرويد كما يجب
•	كان فرويد للاسف يصف الكوكائين لمراجعيه من المرضى
•	انجرف فرويد لممارسة جنسية شائنة مع إحدى مريضاته التي تدعى فلور مبررا ذلك بانه جزء من العلاج النفسي وهو ما يعرف "بالتعاطف"
•	ظهرت في هذه الحلقة أيضا احداث دموية وعنفية تبدو منقطعة الصلة بالعلم والمسائل العلمية
الحلقة السادسة – الانتكاس
•	دخل فرويد في جدال علمي مع اطباء عصره في علاج حالات مرضية بين المرض النفسي والجسمي وفصل على اثر ذلك من عمله في المستشفى.
•	ما قام به فرويد في هذه الحلقة وغيره لا يعكس اخلاق العلم ونزاهة العلماء العلمية والموضوعية بحثا عن الحقيقة وانزلق إلى الاجرام في سبيل ميوله الذاتية والشخصية.
الحلقة السابعة – تطهير الفكر
•	برزت أعمال السحر والشعوذة لادارة الاحداث وفق الاشتهاء والرغبة
•	يقول فرويد (تخيلوا انني منزل والظلمة تملأ داخلي وعيي يضيء وحيدا كشمعة في مهب الريح انه يومض تارة هنا وتارة هناك وكل الامور الأخرى غارقة في الظلال وكل الامور الأخرى في مجال اللاوعي لكنها موجودة "اقصد الغرف الأخرى من منافذ ومداخل وسلالم وابواب في أي وقت واي شيء نحمله معنا واي شيء يجول في باطننا فعلا له وظيفته ويعيش معنا داخل المنزل الذي يتجسد بكياني)
•	جسد فرويد عقدة اوديب بقتل ابيه حنقا ليواطئ والدته
•	ظهر خلط للعلم بالخيال والسحر والشعوذة واشتهاء فرويد لامه جنسيا جعله يمارس الجنس مع مريضته لتحل محل والدته في عملية ازاحة نفسية
الحلقة الثامنة والاخيرة – الكبت
•	كانت نهاية دموية وفوضى بأمر من تالتوز والقوى الخفية صاحبة السلطان والتاثير
•	هناك وحش يقبع بداخل كل منا إذا انطلق يؤدي إلى العنف والعدوان والدمار.
•	ما يبحث عنه الاطباء فسيويوجيا يبحث عنه فرويد في العقل الباطن فقط
•	هناك اعتماد كبير على استخدام التنويم المغناطيسي وتصويره وكأنه يفعل السحر والاعاجيب مع المرضى
•	ظن فرويد انه سيغير العالم بعلمه وريادته لمجاهيل النفس البشرية ومكبوتاتها
•	تعرض فرويد لتهديد من النظام السياسي بعدم نشر كتاب له حول التنويم المغناطيسي كما اعترف بان مصداقيته كعالِم مشكوك فيها وقدم استقالته من المشفى الذي يعمل به
•	يقول فرويد في النهاية: (ان قوة العقل اللاواعي وما نريده في اعماقنا سيتحول إلى انفسنا للأفضل أو للأسوأ أو العكس يمكننا أن نقول أن ما صار عليه أحد الأشخاص في الواقع هو أعمق رغباته)
خلاصة: (هذا المسلسل الذي يحمل اسم فرويد freud بحلقاته الثمانية لا يحمل صفة علمية ولا يعرض امام طلبة تخصص علم النفس كما انه لا يقدم الكثير عن النظرية وصاحبها وأهم مفاهيمها مثل التداعي الحر والمقاومة وتفسير الأحلام والعلاج النفسي الفرويدي ولم ياتي على ذكر جمعية التحليل النفسي وخصومته العلمية مع الاخرين من أبناء التخصص (الفرويديون الجدد) د. نادر شوامره 2020

## الإنتاج
تم التصوير بالكامل في براغ، جمهورية التشيك.

## روابط خارجية
- فرويد على موقع IMDb (الإنجليزية)
- فرويد على موقع ميتاكريتيك (الإنجليزية)
- فرويد على موقع روتن توميتوز (الإنجليزية)
- فرويد على موقع نتفليكس (الإنجليزية)
- فرويد على موقع كينوبويسك (الروسية)
- فرويد على موقع ألو سيني (الفرنسية)
- فرويد على موقع قاعدة بيانات الفيلم (الإنجليزية)